# Sionisme religiós
El sionisme religiós (en hebreu: הציונות הדתית) (transliterat: HaTzionut HaDatit) és una ideologia que combina el sionisme amb el judaisme. Els sionistes religiosos són jueus observants que donen suport als esforços dels sionistes per construir un estat jueu en la Terra d'Israel.